# Charles L. Campbell
Pour les articles homonymes, voir Campbell.
Charles Lincoln "Chuck" Campbell est un ingénieur du son américain né le 17 août 1930 à Détroit (Michigan) et mort le 21 juin 2013 à Los Angeles (Californie).

## Biographie
Charles Campbell, né à Détroit, déménage dans l'Ouest avec sa famille dans les années 1940. Il fait ses études à la Hollywood Professional School (en) et au Los Angeles City College.
Il commence sa carrière en 1945 chez Monogram Pictures, puis entre chez Warner Bros.. Il découvre le montage son en 1957, commence à travailler pour la télévision puis se tourne vers le cinéma.

## Filmographie (sélection)
- 1977 : Le Convoi de la peur (Sorcerer) de William Friedkin
- 1978 : Les Moissons du ciel (Days of Heaven) de Terrence Malick
- 1978 : Les Yeux de Laura Mars (Eyes of Laura Mars) d'Irvin Kershner
- 1982 : E.T. l'extra-terrestre (E.T. the Extra-Terrestrial) de Steven Spielberg
- 1982 : La Féline (Cat People) de Paul Schrader
- 1983 : Un fauteuil pour deux (Trading Places) de John Landis
- 1984 : À la poursuite du diamant vert (Romancing the Stone) de Robert Zemeckis
- 1985 : Retour vers le futur (Back to the Future) de Robert Zemeckis
- 1987 : Empire du Soleil (Empire of the Sun) de Steven Spielberg
- 1988 : J'ai épousé une extra-terrestre (My Stepmother Is an Alien) de Richard Benjamin
- 1988 : Qui veut la peau de Roger Rabbit (Who Framed Roger Rabbit?) de Robert Zemeckis
- 1989 : Retour vers le futur 2 (Back to the Future Part II) de Robert Zemeckis
- 1989 : Quand Harry rencontre Sally (When Harry Met Sally...) de Rob Reiner
- 1989 : Le Ciel s'est trompé (Chances Are) d'Emile Ardolino
- 1990 : Misery de Rob Reiner
- 1990 : L'Expérience interdite (Flatliners) de Joel Schumacher
- 1990 : Retour vers le futur 3 (Back to the Future Part III) de Robert Zemeckis
- 1991 : Hook ou la Revanche du capitaine Crochet (Hook) de Steven Spielberg
- 1992 : Des hommes d'honneur (A Few Good Men) de Rob Reiner
- 1992 : La mort vous va si bien (Death Becomes Her) de Robert Zemeckis
- 1993 : La Liste de Schindler (Schindler's List) de Steven Spielberg
- 1994 : Le Client (The Client) de Joel Schumacher
- 1996 : Leçons de séduction (The Mirror Has Two Faces) de Barbra Streisand
- 1997 : Amistad de Steven Spielberg
- 2002 : Arrête-moi si tu peux (Catch Me If You Can) de Steven Spielberg

## Distinctions

### Récompenses
- Oscar du meilleur montage de son
  - en 1983 pour E.T. l'extra-terrestre
  - en 1986 pour Retour vers le futur
  - en 1989 pour Qui veut la peau de Roger Rabbit
- British Academy Film Award du meilleur son en 1989 pour Empire du soleil

### Nominations
- Oscar du meilleur montage de son en 1991 pour L'Expérience interdite
- British Academy Film Award du meilleur son
  - en 1983 pour E.T. l'extra-terrestre
  - en 1994 pour La Liste de Schindler